# Jampur
Jampur (en ourdou : سمبڑيال) est une ville pakistanaise, située dans le district de Rajanpur, dans le sud de la province du Pendjab. Elle est la capitale du tehsil éponyme.
La population de la ville a été multipliée par plus de quatre entre 1972 et 2017, passant de 19 132 habitants à 87 858. Entre 1998 et 2017, la croissance annuelle moyenne s'affiche à 2,7 %, bien supérieure à la moyenne nationale de 2,4 %. En 2023, la population de la ville monte à 155 243 habitants.
|            | 1972 (rec.) | 1981 (rec.) | 1998 (rec.) | 2017 (rec.) | 2023 (rec.) |
| ---------- | ----------- | ----------- | ----------- | ----------- | ----------- |
| Population | 19 944      | 27 949      | 52 516      | 87 858      | 155 243     |